# 高渠郡
高渠郡，中国南北朝时设置的郡。
北周武帝保定初年置白沙郡，治所在高渠县（今四川盐亭县西十六里），隶属于新州）。辖境约当今四川省盐亭县西部地区。下辖高渠一县。隋文帝开皇三年（583年）废高渠郡，属地属新州。